# Cardia

Il Chersoneso tracico.

Cardia (in greco antico: Kαρδία?) era un'antica città del Chersoneso Tracico, oggi in territorio turco.

## Storia
Fondata nel VII secolo a.C. dai Ioni giunti dalle città di Mileto e Clazomene, divenne ai tempi di Milziade (550 a.C. circa) colonia di Atene e servì pertanto da base navale ad Atene durante la guerra del Peloponneso (431-404 a.C.).
Nel 352 a.C., la città concluse un trattato di amicizia con Filippo II di Macedonia. Una grave crisi esplose nel 343 a.C. in seguito all'arrivo di un contingente di cleruchi ateniesi condotti dal generale mercenario Diopite. Cardia, che non era disposta ad accettare la cleruchia, richiese l'aiuto a Filippo II. Il sovrano macedone, che cercava di estendere il suo dominio nella Tracia, una regione strategica per il commercio del grano, accolse immediatamente la richiesta di aiuto di Cardia proponendo dapprima il suo arbitrato e, al rifiuto di Diopite, inviando un esercito in appoggio alle richieste della città tracia. Malgrado la resistenza di Diopite, nel 342 a.C. Filippo II scacciò gli Ateniesi e insediò a Cardia il tiranno Ecateo,.
Alla morte di Alessandro il Grande (323 a.C.) la Tracia cadde in mano di Lisimaco che estese il suo dominio sullo stretto dell'Ellesponto; la città di Cardia fu distrutta (309 a.C.) e gli abitanti deportati per popolare per sinecismo la vicina città di Lisimachea, la città appena fondata nei pressi dell'attuale Gallipoli.
Cardia fu patria di:
- Eumene di Cardia, generale e segretario di Alessandro Magno.
- Geronimo di Cardia, storico e militare.